# Croce al merito di guerra (Sassonia-Meiningen)
La croce al merito di guerra (in tedesco Kreuz für Verdienste im Kriege), fu un'onorificenza concessa dal Ducato di Sassonia-Meiningen.

## Storia
La croce al merito di guerra venne concessa prevalentemente ad ufficiali distintisi in servizio durante la prima guerra mondiale. La croce poteva essere concessa anche al personale civile.

## Insegna
La croce era una croce patente in bronzo con le braccia curvate al termine. Le braccia erano unite da una corona di ruta e tra le braccia si trovavano delle piccole corone del medesimo materiale. La croce era sospesa ad una corona ducale in bronzo. Il medaglione centrale riportava una B, per iniziale del duca Bernardo III di Sassonia-Meiningen che istituì la decorazione. Il retro del medaglione centrale riportava lo stemma di Sassonia attorniato dall'iscrizione "FUR VERDIENST IM KREIGE 1914/15".
Il nastro era nero con una striscia gialla-bianca-verde-bianca per lato, con la striscia verde inframezzata da linee orizzontali bianche per la classe militare, mentre la classe civile era di colore nero con striscia gialla-bianca-verde-bianca per lato.
La medaglia d'oro era indossata al collo, mentre quella d'argento era portata al petto, nella parte sinistra.

## Insigniti notabili
- Erich Ludendorff
- Gustav von Vaerst
- Filippo d'Assia
- Erich von dem Bach-Zelewski
- Heinrich von Vietinghoff